# راي أندرسون (عازف جاز)
راي أندرسون (بالإنجليزية: Ray Anderson)‏ هو عازف جاز أمريكي، ولد في 16 أكتوبر 1952 في شيكاغو في الولايات المتحدة.

## وصلات خارجية
- الموقع الرسمي
- راي أندرسون على موقع IMDb (الإنجليزية)
- راي أندرسون على موقع ميوزك برينز (الإنجليزية)
- راي أندرسون على موقع أول ميوزيك (الإنجليزية)
- راي أندرسون على موقع ديسكوغز (الإنجليزية)